# Donald Fleming
Donald Fleming, né le 23 mai 1905 à Exeter en Ontario et mort le 31 décembre 1986 à Exeter en Ontario, est un homme politique canadien qui fut le 20e Ministre des Finances de son pays du 21 juin 1957 au 9 août 1962.